# Rebelde (Edição Brasil)
Rebelde (Edição Brasil) è il primo album in studio in lingua portoghese (per il mercato brasiliano) del gruppo musicale messicano RBD, pubblicato nel 2005.
Si tratta della versione brasiliana dell'album di debutto del gruppo, ossia Rebelde.

## Tracce
1. Rebelde
2. Fique em silêncio
3. Um pouco desse amor
4. Ensina-me
5. Querer-te
6. Quando o amor acaba
7. Salva-me
8. Otro día que va
9. Futuro ex-novio
10. Santa no soy
11. Fuego